# 宇文延 (北魏)
宇文延（？—526年6月6日），字庆寿，河南郡河阴县（今河南省洛阳市孟津区）人，北魏散骑常侍、镇北将军、金紫光禄大夫、都官尚书、兼领左卫将军、营州大中正、使持节、散骑常侍、定州刺史、襄乐县开国男、贞惠公宇文福第三子，北魏官员。

## 生平
宇文延身高七尺，体貌不凡，眉目清秀，体力过人。永平二年（509年），宇文延以奉朝请为起家官，很快转任直后。熙平元年（516年）正月，宇文延出任员外散骑侍郎。因为宇文延父亲宇文福年老，皇帝诏令允许宇文延跟随侍奉父亲前往瀛州。当时遇到大乘教教徒攻入州城，宇文延率领家奴迎战，死了几人，宇文延自己受重伤，大乘教教徒稍稍撤退，却放火焚烧斋阁。宇文福当时就在斋阁内，宇文延冒火进入，抱着父亲出来，自己的皮肤被烧伤，头发全部烧成了灰烬。宇文延统帅部众与大乘教教徒苦战，教徒才溃散逃走，宇文延因此受到称赞。神龟三年（520年），宇文福去世，宇文延为父亲守丧离职。正光六年（525年），宇文延结束丧期恢复原职。孝昌元年（525年），宇文延出任假节、建威将军、西道別将，率领宇文氏部落兵和精锐骑兵前往支援关陇地区，有战功，回朝出任员外散骑常侍，转任直寢。孝昌元年十二月，宇文延率领部队在泾州东北介阳谷与宿勤明达的军队交战，大范围的交战中立下军功。孝昌二年（526年）五月，宇文延的军队在青狼之坂与万俟丑奴的部众对峙，万俟丑奴诈败诱敌深入，宇文延率领军队追击进入万俟丑奴的巢穴陕耶，遭到万俟丑奴的重重包围。宇文延自知突围无望，叹息的说：“我世代受朝廷大恩，一直受到皇帝的恩宠，粉身碎骨也不足以报答万分之一。既然投身军旅，志在讨伐凶暴的贼人，不能最终平定叛乱，以报答职责所寄，有什么面目苟且偷生？”宇文延抱定必死之心冲入敌军，短兵相接杀死十余人。五月十一日（526年6月6日），宇文延在敌军阵中战死，宇文延的部下无人投降，全部被杀。魏孝明帝元诩派遣中谒者仆射薛长乐吊祭宇文延，赠予宇文延布帛二百匹，丧事所用都从公费中开销，又赠予假节、冠军将军、豫州刺史。孝昌二年岁次丙午十一月丙申朔廿五日庚申（526年12月14日），宇文延葬于家族旧墓覆舟山之南。

## 墓志
宇文延的墓志2018年前后出土于河南省洛阳市孟津县，墓志宽80厘米，高80厘米，文33行，满行33字，首题“魏故假节冠军将军豫州刺史宇文公墓志”，无盖，与宇文延之兄宇文善的墓志同样收录于郑州市华夏艺术博物馆所编的《圣殿里拾来的文明》，以及赵文成、赵君平编《秦晋豫新出墓志蒐佚续编》等书。

## 家庭

### 六世祖
- 宇文俟豆归，燕王[1]

### 曾祖
- 宇文活拨，后燕唐郡内史、辽东公

### 祖父母
- 宇文混，北魏平北将军、平州刺史[6]
- 独孤氏，北魏夏州长史独孤意富陵之女[6]

### 父母
- 宇文福，北魏散骑常侍、镇北将军、金紫光禄大夫、都官尚书、兼领左卫将军、营州大中正、使持节、散骑常侍、定州刺史、襄乐县开国男、贞惠公[1]
- 河南元氏，追尊魏昭成帝拓跋什翼犍后裔，尚书左仆射、卫大将军、司州牧、肃公元赞之女[6]

### 兄弟
- 宇文元庆，北魏东宫直后[2]
- 宇文善，北魏后将军、太中大夫、北道都督、襄乐县男
- 宇文庆安，北魏平北将军、武卫将军

### 子女
- 宇文仲鸾，东魏武定末年官至齐王丞相府长流参军
- 宇文叔鸾，名瑞字叔鸾，西魏使持节、车骑大将军、仪同三司、散骑常侍、徐州刺史、桑乾悼公